# Margaret (Alabama)
Pour les articles homonymes, voir Margaret.
Margaret est une municipalité américaine située dans le comté de Saint Clair en Alabama.
Selon le recensement de 2010, sa population est de 4 428 habitants. La municipalité s'étend sur 9,84 milles carrés (25,49 km2).
La ville est fondée en 1908 pour les ouvriers de l’Alabama Fuel and Steel Company. Elle doit son nom à la femme du vice-président de la société,. Les mines de charbon l'Alabama Fuel and Steel Company ferment en 1950,, mais Margaret devient une municipalité en 1960.

## Démographie
| 1950  | 1960 | 1970 | 1980 | 1990 | 2000  | 2010  | - |
| ----- | ---- | ---- | ---- | ---- | ----- | ----- | - |
| 1 144 | 715  | 685  | 757  | 616  | 1 169 | 4 428 | - |